# Les Enfants de la tempête
Les Enfants de la tempête (en russe : Дети бури) est un film soviétique de Fridrikh Ermler et Edouard Ioganson sorti en 1926.

## Synopsis
Pendant la Guerre civile russe, de jeunes communistes du Komsomol participent à la défense de Pétrograd contre les armées blanches.

## Fiche technique
- Titre original : Дети бури (Deti buri)
- Réalisation : Friedrich Ermler et Edouard Ioganson
- Scénario : Friedrich Ermler et Edouard Ioganson
- Photo : Naum Aptekman
- Décors : Evgueni Enei

## Distribution
- Sergey Glagolin
- Mili Taut-Korso
- Valeri Solovtsov (ru)
- Yakov Goudkine
- Zinoviy Drapkin